# Vasilij Žbogar
Vasilij Žbogar (né le 4 octobre 1975 à Koper) est un navigateur slovène. 

## Carrière sportive
Lors des Jeux olympiques d'été de 2004, il remporte une médaille de bronze dans la discipline de voile aux Jeux olympiques d'été de 2004 en classe laser. Il fut élu sportif slovène de l'année en 2004. Lors des Jeux olympiques d'été de 2008, il remporta cette fois une médaille d'argent dans la discipline de voile aux Jeux olympiques d'été de 2008 toujours en classe laser